# Münze Sankt Petersburg
Die Münze Sankt Petersburg ist eine 1724 in Sankt Petersburg von Zar Peter dem Großen gegründete Münzprägeanstalt.

## Geschichte

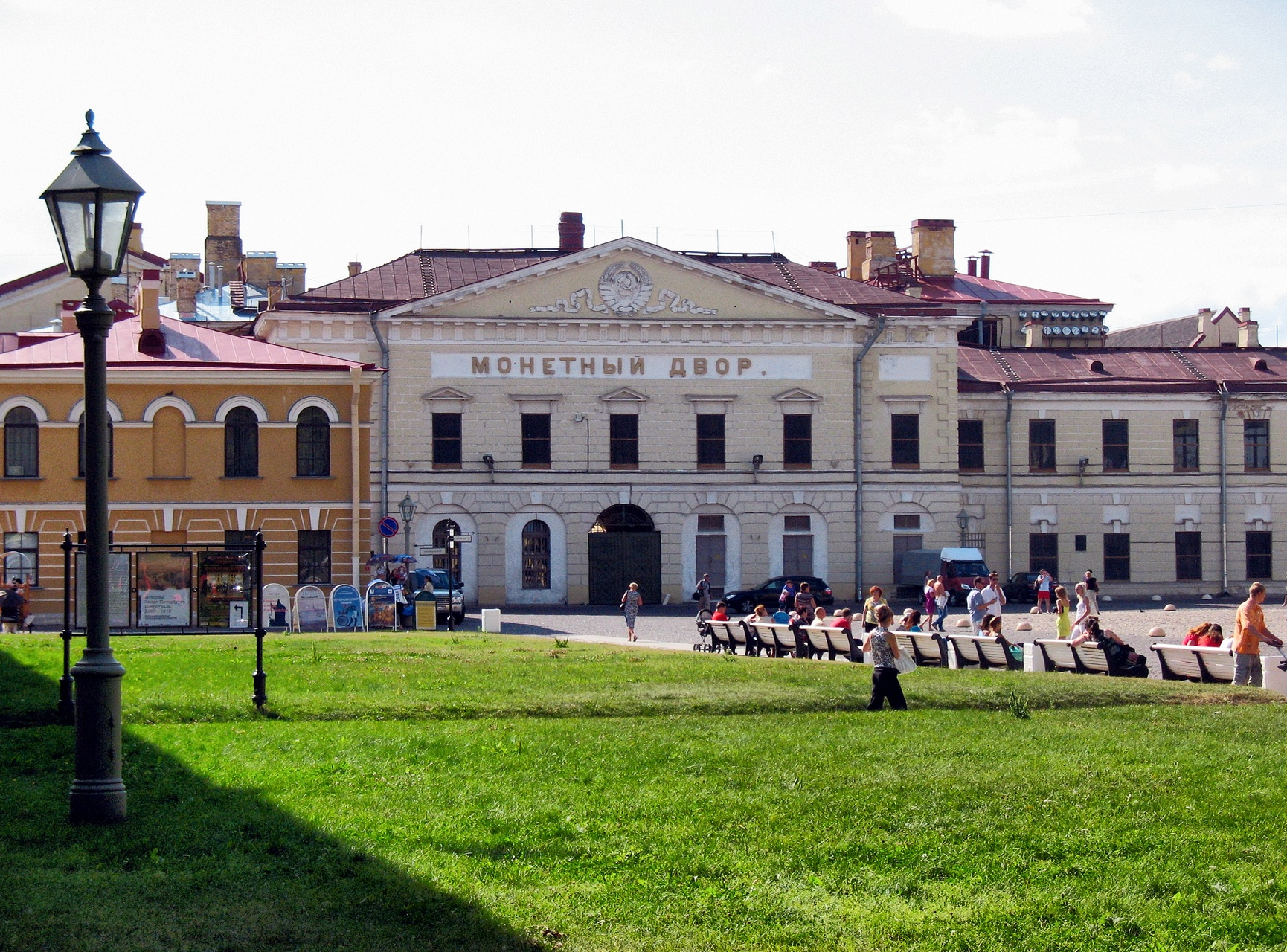
Münze Sankt Petersburg, 2010

Die Münzstätte hieß von 1914 bis 1924 Münze Petrograd, von 1924 bis 1996 Münze Leningrad und soll von der Prägekapazität eine der größten Münzprägeanstalten der Welt sein. Das innerhalb der Peter-und-Paul-Festung gelegene Unternehmen ist einer der ältesten Betriebe von Sankt Petersburg. Die Münze war 2020 ein Teilunternehmen des russischen Staatsunternehmens Gosnak, das auch die Herstellung von Briefmarken, Medaillen, Ordenszeichen, Anleihen und Banknoten verantwortet. Von 2018 bis 2021 wurden an dem Gebäude der Münze umfangreiche Restaurierungsarbeiten ausgeführt.